# Clavulina ramosior
Clavulina ramosior é uma espécie de fungo pertencente à família Clavulinaceae.